# Sulkusaari (ö i Norra Karelen, Joensuu, lat 62,92, long 30,66)
Sulkusaari är en ö i Finland. Den ligger i sjön Koitere och i kommunen Ilomants i den ekonomiska regionen  Joensuu ekonomiska region  och landskapet Norra Karelen, i den sydöstra delen av landet, 400 km nordost om huvudstaden Helsingfors. Öns area är 30,4 hektar och dess största längd är 1 kilometer i sydväst-nordöstlig riktning.